# 3071 Nesterov
3071 Nesterov este un asteroid din centura principală, descoperit pe 28 martie 1973 de Tamara Smirnova.